# Hefesto

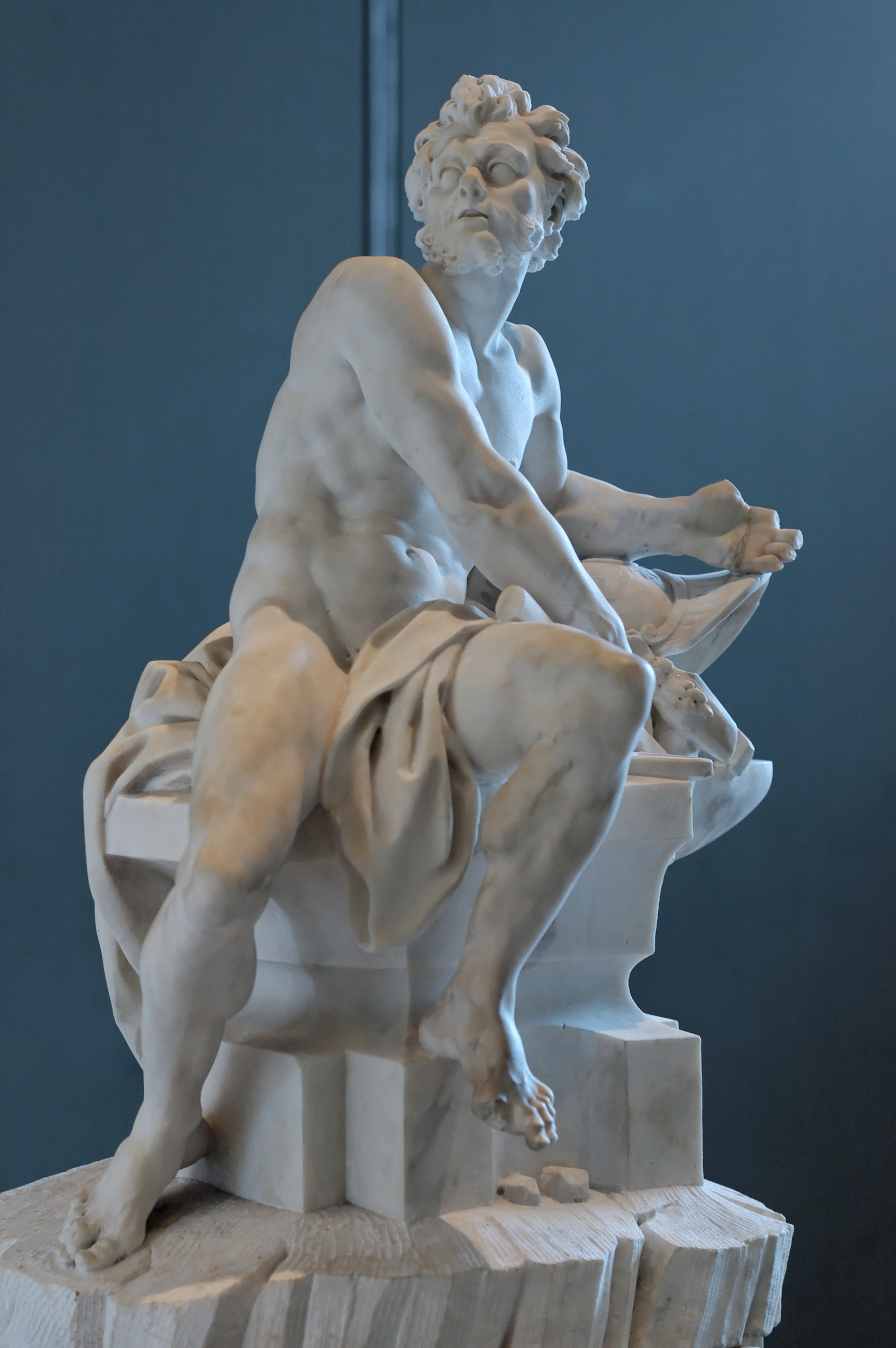
Hefesto en la forja por Guillaume Coustou (hijo), Louvre.

En la mitología griega, Hefesto (en griego antiguo Ἥφαιστος [Hêphaistos], en neogriego Ήφαιστος [Ífestos], en latín Hephaestus, quizá de φαίνω phainô, ‘brillar’) es el dios de la forja y del fuego, así como de los herreros, los artesanos, los escultores, los metales y la metalurgia. Era adorado en todos los centros industriales y manufactureros de Grecia, especialmente en Atenas. Su equivalente aproximado en la mitología romana era Vulcano, en la japonesa Kagutsuchi, en la egipcia Ptah y en la hindú Agni.
«Canta, musa de voz clara, a Hefesto, célebre por su talento, el que, con Atenea la de ojos de lechuza, enseñó espléndidos oficios a los hombres sobre la tierra, hombres que antes habitaban en grutas en los montes como fieras. Ahora, instruidos en los oficios por Hefesto, célebre por su destreza, pasan cómodamente la vida, hasta el día que cumple el año, en sus propias moradas».
Mientras que los demás dioses olímpicos son perfectos, Hefesto tiene la particularidad de sufrir una discapacidad física y realizar trabajo manual. La versión popular del mito dice que Hera lo tiró al mar desde el Olimpo para ocultarlo cuando nació con cojera. Tanto es así, que caminaba con la ayuda de un bastón o ayudándose de sus autómatas. En algunas vasijas pintadas, sus pies aparecen a veces al revés. En el arte, se le representa cojo, sudoroso, con la barba desaliñada y el pecho descubierto, inclinado sobre su yunque, a menudo trabajando en su fragua. 
Una interpretación del por qué a Hefesto se le dio esta apariencia es la arsenicosis, es decir, envenenamiento crónico por arsénico que provoca cojera y cáncer de piel. El arsénico se añadía al bronce para endurecerlo y la mayoría de los herreros de la Edad de Bronce habrían padecido esta enfermedad.

## Nacimiento
Hefesto era hijo de Hera y Zeus. En la Teogonía de Hesíodo, Hera lo concibió sola, celosa porque Zeus había dado a luz a Atenea, que le había brotado de la cabeza. En la Ilíada Hefesto se refiere al «Padre Zeus», pero no queda claro si se refiere al título de Zeus como soberano del Olimpo o a Zeus como padre de Hefesto. Apolodoro explicita que Hefesto era hijo de Zeus y Hera. Pausanias, recogiendo una tradición local, dice que «Cinetón escribió en sus versos que Radamantis era hijo de Hefesto (o Festo), éste de Talo, y Talo hijo de Cres». Cicerón opina que Vulcano (Hefesto) es hijo del Nilo y padre del Sol (Helios).
La tensión entre ambas versiones era tal que aunque en una y en otra se narra que Atenea terminó naciendo de Zeus, en la que Hefesto era anterior se decía que había sido él quien había abierto la cabeza del padre para liberar a la hermana, mientras que en la otra versión se sostenía que había sido Prometeo.
De cualquier forma, en el pensamiento griego los destinos de Atenea, diosa de la sabiduría y la guerra, y Hefesto, dios de la forja que fabricaba las armas de la guerra, estaban relacionados. Hefesto y Atenea Ergane (como patrona de los artesanos) se honraban en una fiesta llamada Calqueas en el trigésimo día del mes Pianepsio. Hefesto también fabricó muchos de los pertrechos de Atenea.
Hera, mortificada por haber alumbrado una descendencia imperfecta, no tardó en arrojarlo del Olimpo. Hefesto cayó en el mar, donde, como cuenta su mismo personaje en la Ilíada, dos diosas del mar, la nereida Tetis (madre de Aquiles) y la oceánide Eurínome, lo recogieron y lo cuidaron en la isla de Lemnos, y allí creció hasta convertirse en un maestro artesano.
Tras haber fabricado tronos de oro para Zeus y otros dioses, Hefesto se vengó elaborando uno mágico de oro que envió como regalo a Hera. Cuando esta se sentó en él, quedó atrapada, incapaz de levantarse. Los demás dioses rogaron a Hefesto que volviese al Olimpo y la liberase, pero él se negó, enfadado aún por haber sido expulsado. Intervino entonces Dioniso, quien emborrachó a Hefesto y lo llevó de vuelta al Olimpo a lomos de una mula. Hefesto, contrariado por la treta y dueño de la situación, demandó que se le permitiera vivir en el Olimpo para liberar a Hera, y que se le diera la mano de Afrodita. Zeus accedió a estas condiciones para liberar a su esposa y así Hefesto recuperó su lugar legítimo entre dioses. 
Otras versiones afirman que fue su padre Zeus quien lo arrojó por intentar liberar a su madre, que estaba castigada con una cadena de oro entre la tierra y el cielo tras haber intentado ahogar a Heracles en una tormenta. Hefesto cayó durante nueve días y nueve noches hasta aterrizar en la isla de Lemnos, y quedó lisiado con cojera. Más tarde, regresó al Olimpo. Esta versión contradice la otra más antigua en la que Hera es quien lo expulsa, donde la cojera es de nacimiento.

## Hefesto y Afrodita
En el panteón olímpico, Hefesto estuvo casado con Afrodita, a quien nadie podía poseer. Hefesto estaba contentísimo de haberse unido con la misma diosa de la hermosura y forjó para ella magnífica joyería, entre ella un cinturón que la hacía más irresistible aun para los hombres. 
Sin embargo, Afrodita se entregaba en secreto a Ares, el dios de la guerra, según se narra en la Odisea. Cuando Hefesto tuvo noticia de estos amores por medio de Helios, el sol, que todo lo ve, tejió una red de oro irrompible, casi invisible, con la que atrapó en la cama a los amantes en uno de sus encuentros. Hesíodo cuenta que el suceso fue motivo de gran algarabía en el Olimpo, pues Hefesto llamó a todos los demás dioses olímpicos para que se burlaran de la pareja de amantes, pero más bien acabaron burlándose de Hefesto. Hermes, el Argifonte, el mensajero de los dioses comentó que no le habría importado sentir la vergüenza de Ares si ello conllevaba acostarse con Afrodita. Hefesto exigió a Zeus que devolviera todos los regalos de boda que entregó por la mano de la diosa (hay que recordar que Zeus es el padre de Afrodita en esta historia), terminando así con su matrimonio. También demandó de Ares que pagara la multa por adulterio. Poseidón, que no reía con la situación, se ofreció a pagar la multa, a lo que Hefesto accedió y finalmente liberó a la pareja.
Según algunos autores, el sentirse desertado por Afrodita fue lo que le impulsó a asaltar a Atenea cuando ésta acudió a él por nuevas armas.

## Prometeo

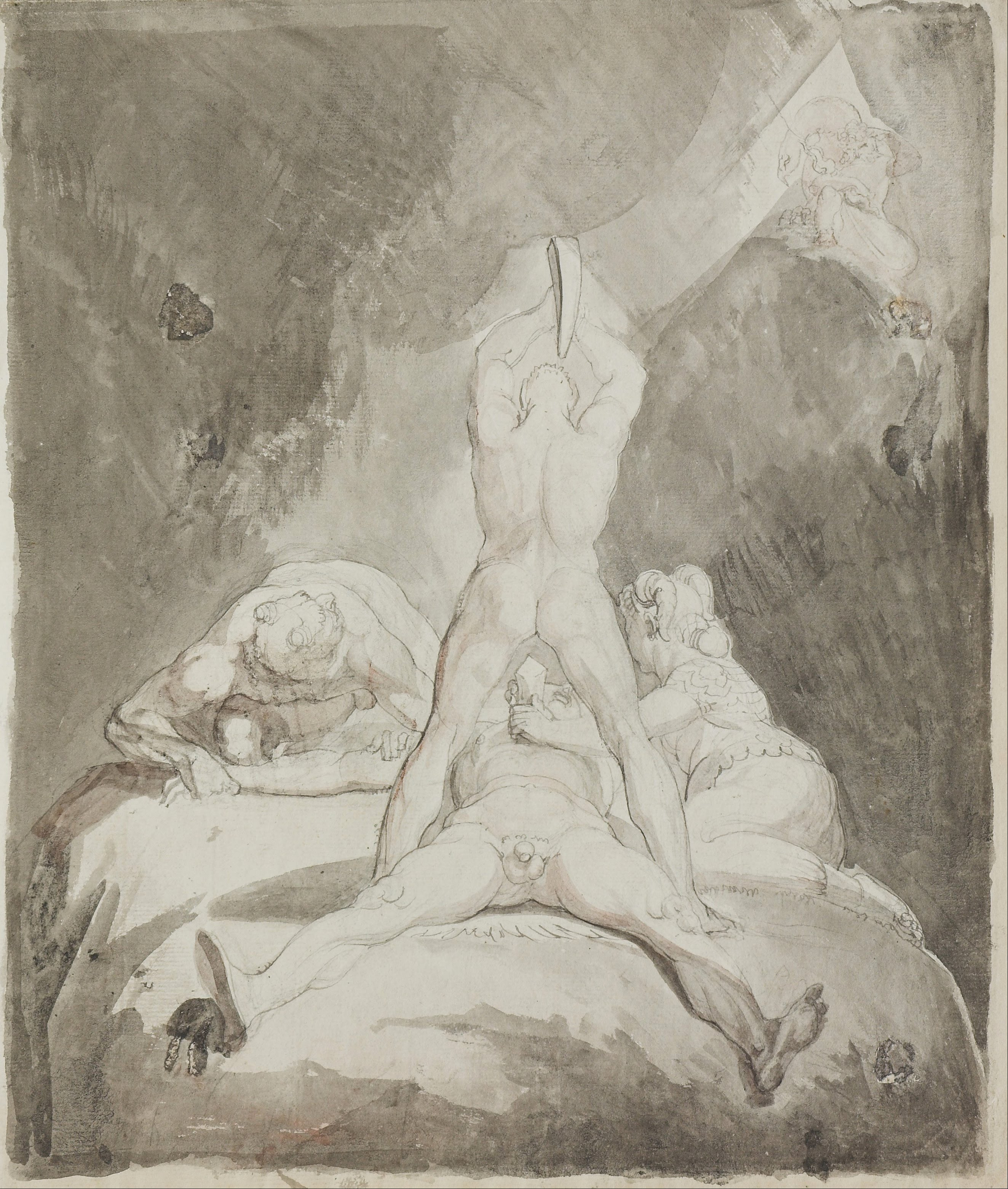
Henry Fuseli - Hefesto, Bia y Crato aseguran a Prometeo en el monte Cáucaso.

Prometeo había creado al ser humano a semejanza de los dioses, pero tardó tanto que no le quedó con qué protegerlo. Apiadándose de su indefensa creación, robó el fuego del Olimpo para que la humanidad pudiera calentarse. Según algunas versiones, Prometeo robó el fuego del carro de Helios (en la mitología posterior, de Apolo) o de la forja de Hefesto. En otras (notablemente, el Protágoras de Platón), Prometeo robaba las artes de Hefesto y Atenea, llevándose también el fuego porque sin él no servían para nada. Obtuvo así el hombre los medios con los que ganarse la vida.
Para aplacar la furia de Zeus, Prometeo dijo a los humanos que quemasen ofrendas a los dioses, pero entonces le engañó de nuevo, dándole los huesos y tendones del sacrificio en lugar de la carne. Para vengarse, Zeus ordenó a Hefesto que hiciese una mujer de arcilla, a la que llamó Pandora. Zeus le infundió vida y la envió a Prometeo, junto al ánfora que contenía todas las desgracias con las que quería castigar a la humanidad. Prometeo sospechó y no quiso tener nada que ver con Pandora, por lo que fue enviada con Epimeteo, quien la desposó. Pandora terminaría abriendo la caja a pesar de las advertencias de su marido.
Zeus se enfureció al ver cómo Prometeo se libraba de Pandora, e hizo que lo llevaran al monte Cáucaso, donde fue encadenado por Hefesto con la ayuda de Bía y Cratos. Envió entonces un águila para que se comiera el hígado de Prometeo. Al ser inmortal, el hígado volvía a regenerarse cada día, y el águila volvía a comérselo cada noche.
Este castigo había de durar para siempre, pero Heracles pasó por el lugar de cautiverio de Prometeo de camino al jardín de las Hespérides y lo liberó disparando una flecha al águila. Prometeo fue así liberado, aunque debía llevar con él un anillo unido a un trozo de la roca a la que fue encadenado.

## Hefesto en la Guerra de Troya
En la Ilíada, Hefesto aparece por primera vez consolando y ofreciendo una copa a su madre, instándole a obedecer a Zeus para que no haya disputas durante el banquete de los dioses. En cantos posteriores, se le muestra casado con Caris (Aglaya), la personificación de la gracia y la belleza, quien recibe a Tetis en el hogar de ambos. Hefesto fabrica la maravillosa armadura y el escudo de Aquiles en agradecimiento a Tetis por criarlo. Posteriormente, interviene en el episodio conocido como "la batalla de los dioses" del lado de los aqueos. A petición de Hera, crea enormes llamaradas para aplacar al dios de río Escamandro, que hostigaba a Aquiles por llenar de cadáveres sus aguas. Hefesto incendió la llanura y los cadáveres, dirigiendo la llama contra el río, haciendo hervir su corriente. Escamandro se rindió al verse envuelto en llamas, y ante la orden de su madre, Hefesto frenó el ataque.

## La fragua de Hefesto

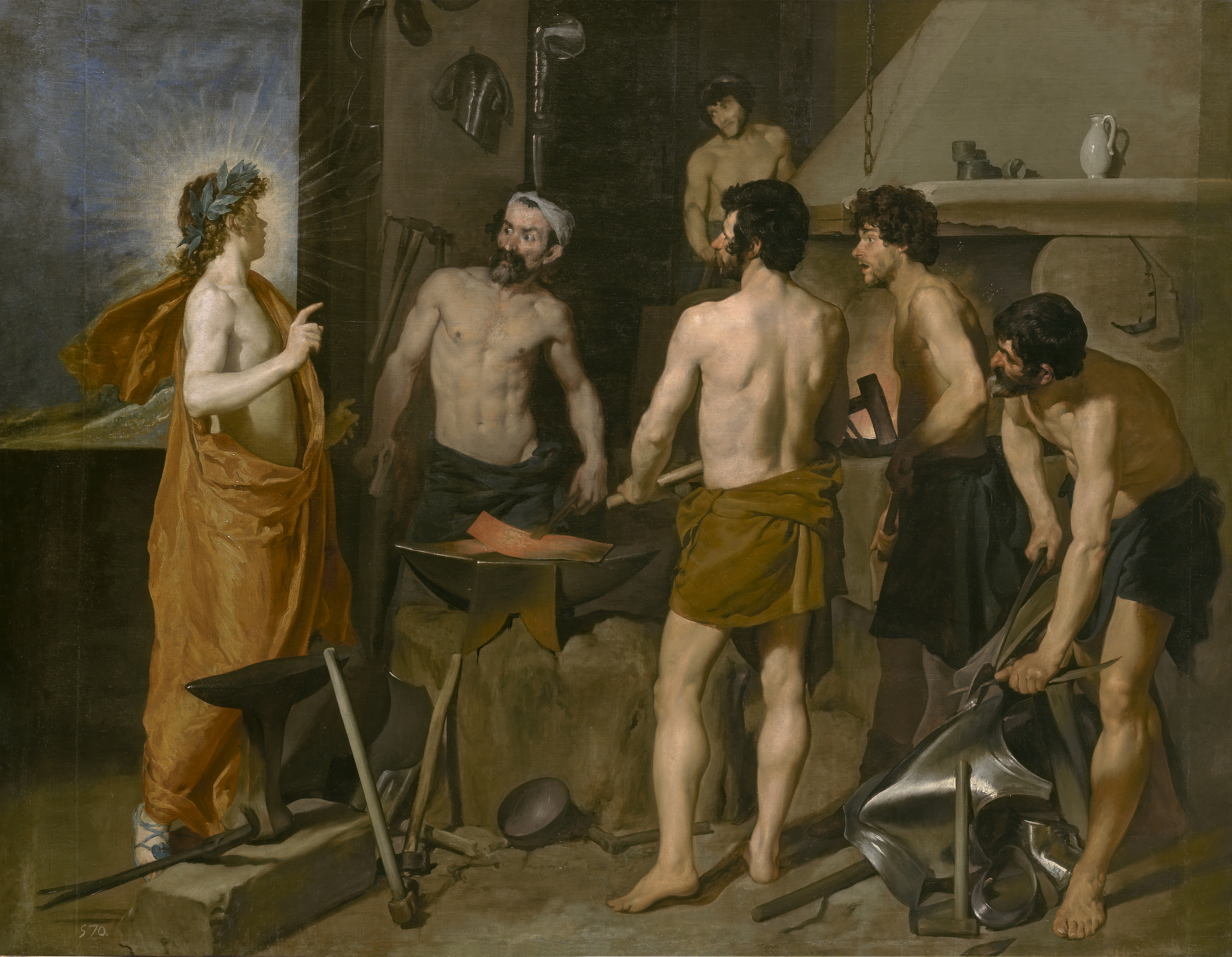
La fragua de Vulcano, de Velázquez. Museo del Prado, Madrid.

Según la Ilíada, la forja de Hefesto estaba en el monte Olimpo. Pero lo habitual era situarla en el corazón volcánico de la isla egea de Lemnos. Hefesto era identificado por los griegos con los dioses-volcanes del sur de Italia Adrano y Vulcano. Escritores clásicos posteriores siguieron esta idea describiendo una forja del dios en las islas volcánicas de Lipari, cerca de Sicilia. Los colonizadores griegos de esta isla terminarían asociando la fragua de Hefesto con el Etna.
Hefesto fabricó muchos de los accesorios que lucían los dioses, y se le atribuye la forja de casi todos los objetos metálicos con poderes finamente trabajados que aparecen en la mitología griega: el casco y las sandalias aladas de Hermes, la égida de Zeus, el famoso cinturón de Afrodita, la armadura de Aquiles, las castañuelas de bronce de Heracles, el carro de Helios, el hombro de Pélope, el arco y las flechas de Eros, el collar que regaló a Harmonía y 
el cetro de Agamenón.

### Criaturas
Hefesto también creó diversas criaturas:
- Según algunas fuentes, Talos, el gigante de bronce que Zeus dio a Europa para que fuese el guardián de Creta. Curiosamente, otros afirmaban que era Hefesto el hijo de Talos, que este era hijo de Cres (o el último de una generación de hombres de bronce, surgidos de los fresnos). Pero, como señalaba Pausanias, «las leyendas de Grecia suelen tener diferentes formas, lo que es particularmente cierto en la genealogía».
- Las Kourai Khryseai (Κουραι Χρυσεαι, ‘doncellas doradas’) eran dos autómatas de oro con la apariencia de jóvenes mujeres vivas. Se decía que poseían inteligencia, fuerza y el don del habla.[14] Atendían a Hefesto en su palacio del Olimpo.

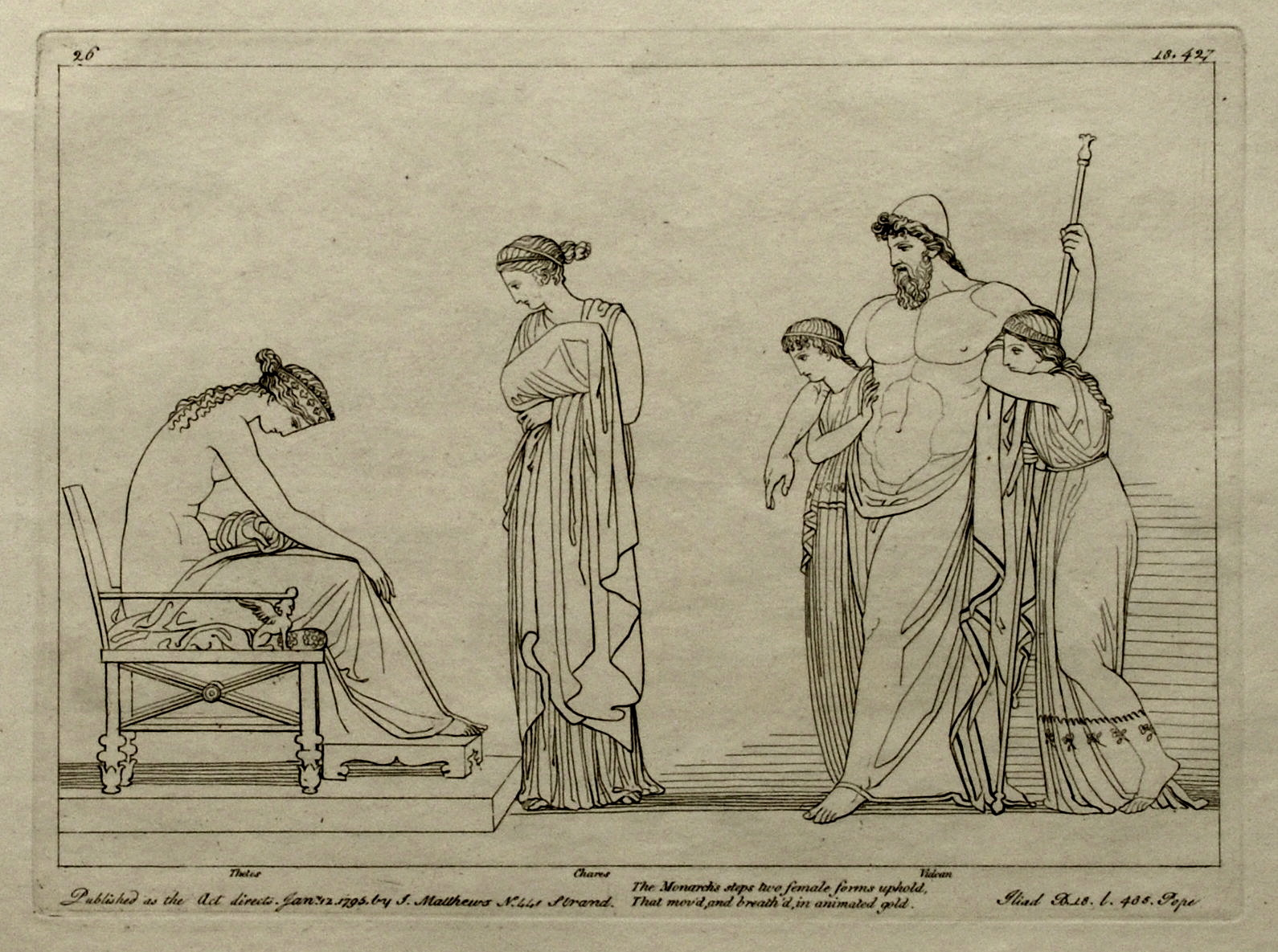
Talla dulce de 1795, obra de Tommaso Piroli (1752 – 1824) a partir de un dibujo de 1793 de John Flaxman, empleada en una edición de la Ilíada: Tetis en el palacio de Aglaya y Hefesto, sostenido éste por dos autómatas de oro.

- La primera mujer que existió, Pandora.

### Ayudantes
Hefesto trabajaba ayudado por:
- Cedalión era aprendiz en la forja de la isla de Lemnos. Allí llegó el gigante Orión tras haber sido cegado por Enopión como castigo por violar a una de sus hijas. Hefesto se apiadó de él y le dio a Cedalión para que le sirviera de lazarillo sentado en su hombro.
- Dos Cabiros: Alcón y Eurimedonte, hijos gemelos de Hefesto, ayudaban a su padre en la forja de Lemnos. Análogamente, los Palicos, también sus hijos gemelos, le ayudaban en la forja de Sicilia.
- Los tres Cíclopes inmortales y sus hijos trabajaban en la fragua de Hefesto en la isla Vulcano (cerca de Sicilia).

## Consortes y descendencia
Dependiendo de la versión a Hefesto se le atribuye una esposa diferente: Afrodita en la Odisea, Caris en la Ilíada y Aglaya en la Teogonía. A pesar de estar casado con Afrodita, Hefesto no tuvo descendencia con ella, salvo que Virgilio hablase en serio cuando afirmaba que Eros era su hijo.[cita requerida]  Una fuente tardía alega que Hefesto también dio la dote nupcial para casarse con Perséfone, pero fue rechazado.

### Hefesto, Atenea y Erictonio

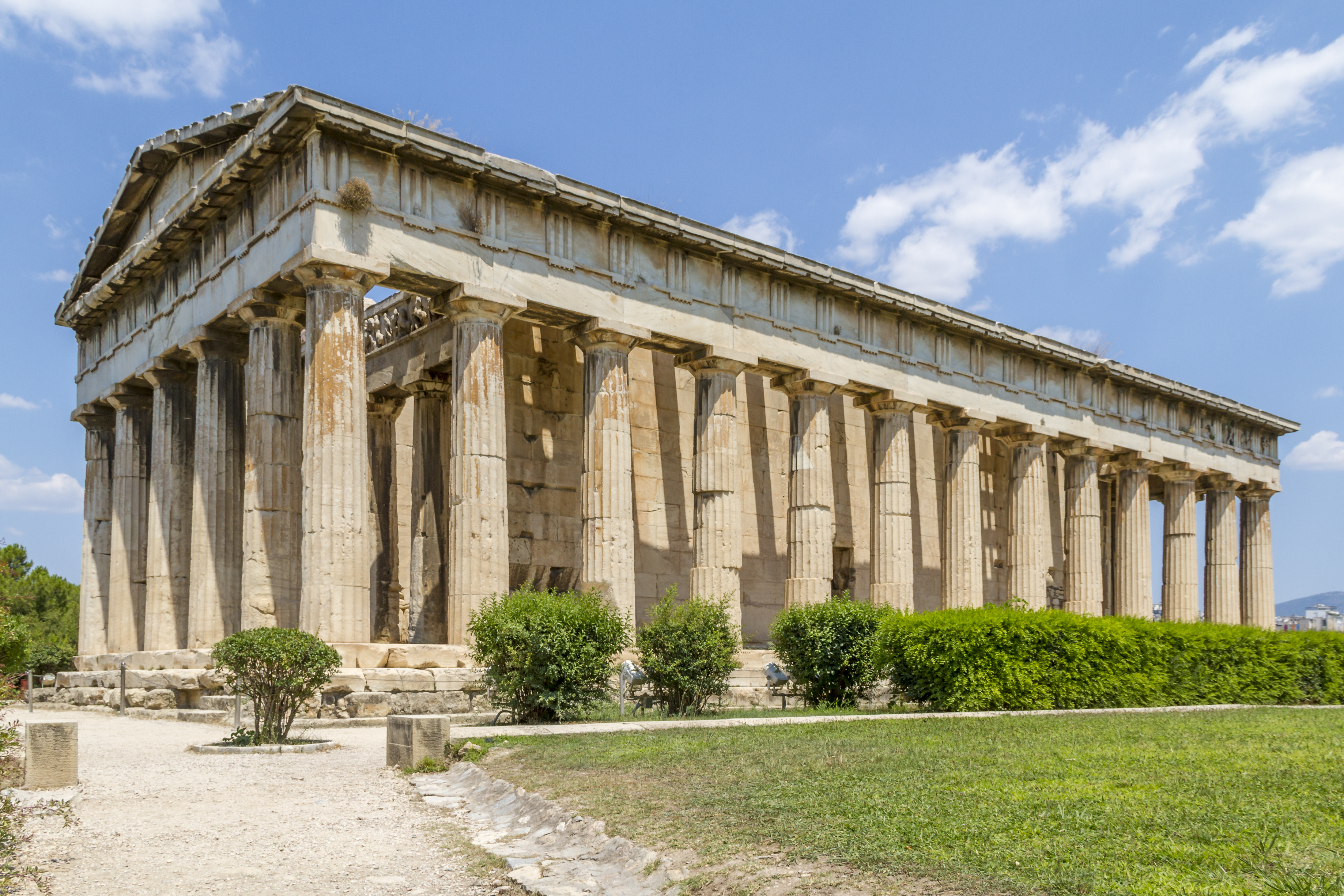
Templo de Hefesto en Atenas (Grecia)

Según Apolodoro, unos dicen que Erictonio era hijo de Hefesto y Atenea, como sigue: Atenea se presentó ante Hefesto para que le fabricase armas, pero él, que había sido abandonado por Afrodita, se enamoró de aquélla y empezó a perseguirla. Aunque Atenea huyó, él con gran dificultad (por su cojera) consiguió acercarse e intentó poseerla. Atenea, que era casta y virgen, no cedió, y Hefesto eyaculó en la pierna de la diosa, quien, asqueada, limpió el semen con lana y lo arrojó a la tierra. Cuando huía, del semen caído al suelo nació Erictonio. Atenea lo crio a escondidas de los demás dioses con deseo de hacerlo inmortal. Lo puso en una cesta y se lo encomendó a Pándroso, hija de Cérope, prohibiéndole abrirla. Otra versión dice que Hefesto quería que Atenea se casase con él, pero que desapareció en el lecho nupcial, y Hefesto terminó eyaculando en el suelo.
Higino propuso una etimología al respecto: «ellos le nombraron Erictonio, porque eris en griego significa "conflicto", y khthon significa "tierra"». Algunos autores sugieren que una Atenea más antigua y menos virginal se oculta tras esta retorcida reelaboración del mito. En cualquier caso, hay un templo de Hefesto (llamado «Hefesteo» o también, y ya confundiéndolo, «Teseeo») situado a los pies de la Acrópolis, cerca del ágora de la ciudad. Se decía que Erictonio creó los carros para ocultar la deformidad de las piernas de Hefesto.

### Amoríos y descendencia de Hefesto
| Consorte | Descendencia |
| -------- | --- |
| Afrodita | «Alzándose presurosas marcharon a la gran mansión de Cipris (Afrodita), la que le construyera su marido el patizambo, cuando al principio se la llevó del lado de Zeus como esposa». La pareja no tuvo descendencia pero sí es célebre la infidelidad que tuvo Afrodita con Ares. Séneca, autor latino, cree que Cupido (Eros) nació de la unión legítima entre Venus (Afrodita) y Vulcano (Hefesto). |
| Aglaya   | «A Aglaya, Hefesto, el muy ilustre patizambo, siendo la más joven de las Gracias, la hizo su floreciente esposa». Según la tradición órfica, fueron padres de cuatro muchachas, cuyos nombres parlantes nos hablan de la maravilla de las obras de Hefesto: Euclea (Εὔκλεια, «gloria»), Eufema (Εὒφημη, «aclamación»), Eutenea (Ευσθένεια, «prosperidad») y Filofrósine (Φιλοφροσύνη, «bienvenida»). |
| Anticlea | Se dice que el malhechor Perifetes, también llamado Corinetes, nació de la unión entre Hefesto y una tal Anticlea (el texto no especifica si es la misma Anticlea madre de Odiseo). Sea como fuere Perifetes era un bandido de Epidauro que solía aporrear con su garrote a los viajeros hasta que lo mató Teseo. |
| Atenea   | La Suda nos dice que Erictonio nació de la unión ordinaria entre Hefesto y Atenea. De la misma manera de la unión entre Vulcano (Hefesto) y Minerva (Atenea) nació Apolo. El humanista italiano Domizio Calderini dejó en sus anotaciones del Ibis de Ovidio que Broteo era un hijo de Vulcano y Minerva, de fea apariencia. |
| Átide    | Según Apolodoro, algunos dicen que Erictonio era hijo de Hefesto y de la hija de Cránao, Átide. Otros dicen que no se llamaba Átide sino Atenea. |
| Cabiro   | Hefesto estaba de algún modo conectado con la arcaica religión mistérica frigia y tracia de los Cabiros, que eran llamados los Hephaistoi (‘hombres de Hefesto’) en Lemnos. Estrabón da cuenta de ello: «Acusilao de Argos afirma que Cabiro y Hefesto nació Cadmilo, y que éste fue padre de tres Cabiros, de los que nacieron las ninfas Cabírides. Ferécides se refiere a la unión de Cabiro, hija de Proteo, y Hefesto, de la que nacerían los tres Cabiros y las tres ninfas Cabírides, unos y otras objeto de culto. A los Cabiros se los honra especialmente en Imbros y en Lemnos, pero también en determinadas ciudades de la Tróade». |
| Caris    | La esposa de Hefesto en la Ilíada: «Al salir, la vio Caris, la del espléndido velo, bella, con quien estaba desposado el muy ilustre cojitranco». No se describe descendencia de esta unión. |
| Etna     | A veces se consideraba a Hefesto padre con Etna de los Palicos, los daimones ctónicos de los géiseres y los manantiales de aguas termales de la región de Palacia (Sicilia). |
| Gea      | «Dicen que Erictonio no tuvo por padre a ningún humano, sino que sus progenitores fueron Hefesto y Gea». |
| Medusa   | Versiones tardías dicen que Caco, un hijo de Hefesto y Medusa, que era el terror y la deshonra del bosque Aventino, arrojaba llamas por cada una de sus tres bocas. |
| Ocrisia  | De cuya unión nació Servio Tulio, rey del Lacio (en la mitología romana). |

- Algunos autores creen que Hefesto tuvo un amorío con un varón, Peleo en este caso.[37][38]

### Descendientes de Hefesto sin consorte conocida
- Árdalo - «no lejos está el santuario de las musas, que dicen que lo hizo Árdalo, hijo de Hefesto. Creen que este Árdalo inventó la flauta y a las musas las llaman por él Ardálidas».[39]
- Caca - tan sólo denominada como hermana de Caco y diosa del hogar en los principios, por lo que debiera ser hija de Hefesto también.[40]
- Caco - un bárbaro gigante lacio al que mató Heracles; a pesar de ser citado por un autor romano al padre de Caco se lo llama Hefesto y no Vulcano.[41]
- Cécrope - rey de Atenas, tan sólo Higino cree que es hijo de Vulcano (Hefesto).[27]
- Céculo - según la Eneida: «Y no falta allí Céculo, el que fundó Preneste (Palestrina), el rey que en todo tiempo se tomó por hijo de Vulcano (Hefesto), nacido entre el ganado alló en el campo, que había sido hallado sobre un llar».[42]
- Cerción - un bandido de Eleusis que solía luchar y matar a los viajeros, a quien mató Teseo.[43]
- Filamón - músico y rey de la Fócide (Grecia), según Higino, era natural de Fócide.[27]
- Helios - Cicerón opina que Sol (Helios) es hijo del tercer Vulcano (Hefesto), a su vez hijo de Nilo, y cuya ciudad, según pretenden los egipcios, es la llamada «Heliópolis».[44]
- Óleno - un rey de la ciudad griega del mismo nombre, sus hijas Ega y Hélice fueron nodrizas de Jove (Zeus).[45]
- Palemón[46] o Palemonio[47][48] - uno de los argonautas, era natural de Óleno.[47] Un hijo de Lerno por el nombre, que por el linaje era hijo de Hefesto; por eso Palemón era cojo de ambos pies.[47] Pudo haber sido hijo de Hefesto o de Etolo.[46] Higino dice que Palemonio era natural de Calidón e hijo de Lerno.[48]
- Pilio - un hombre de la isla de Lemnos que curó de su mordedura de serpiente a Filoctetes, héroe de la Guerra de Troya.[49]
- Radamantis - según Pausanias, era hijo de Hefesto (otros leen "Festo"), éste de Talo y éste a su vez de Cres.[5]
- Talía - también se cuenta entre su descendencia a Talía, la ninfa siciliana a la que amó Zeus; Talía fue madre de los Palicos.[50][51]
- Higino nombra también a Filoto (Philottus) y Espínter o Esfíntero (Spinther) entre los hijos de Vulcano (Hefesto), sin dar más detalles.[27]
- En el Catálogo de mujeres se cita, en un texto que se ha conservado muy fragmentario, que Hesfesto fue el padre de varias tribus alejadas de la Hélade: «los mélanos (antiguos egipcios) y los magnánimos etíopes, y los catudeos (otro pueblo africano) y los pigmeos, que carecen de fuerza: todos ellos pertenecen a la descendencia del señor de golpes retumbantes (Hefesto)».[52]